# Teosofia

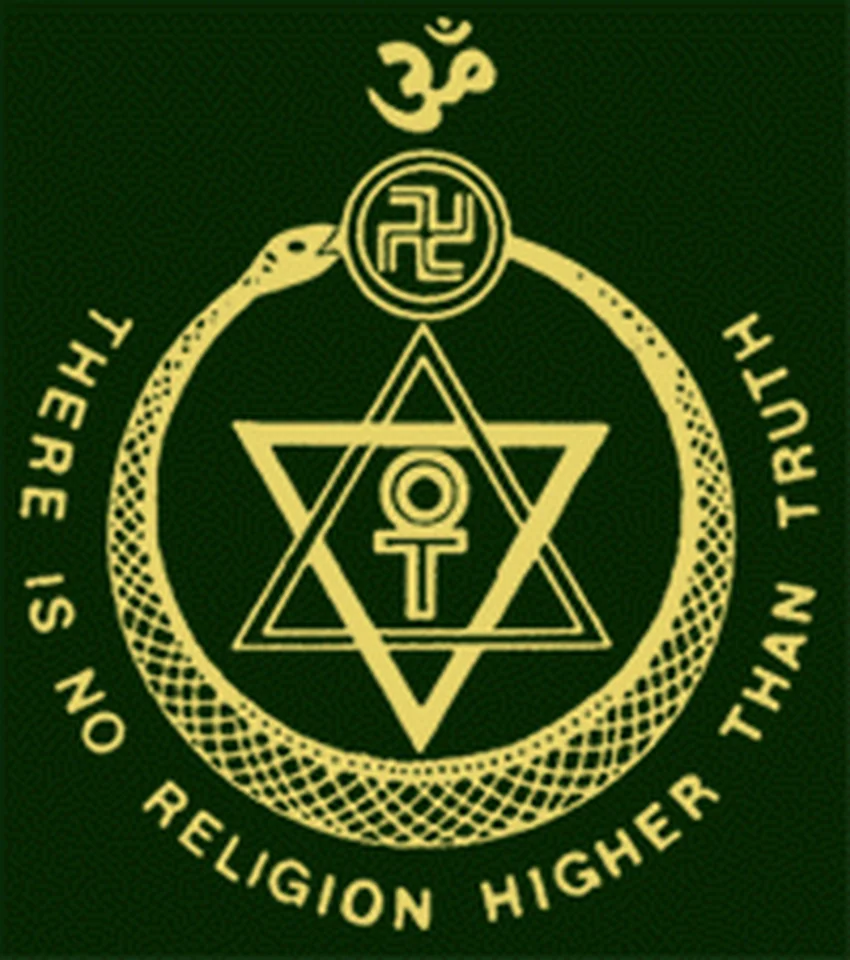
Emblema della Società Teosofica

La teosofia (dal greco θεός, «dio», e σοφία, «sofia sapienza») è un insieme di diverse dottrine esoterico-filosofiche storicamente succedutesi dal XV al XXI secolo, che si richiamano l'una all'altra.

## Correnti principali
- Nella filosofia neoplatonica, ripresa in ambito cristiano, la teosofia indica la sapienza divina, alla quale l'uomo può accedere attraverso un'esperienza mistica e ascetica.[1]
- Nel Rinascimento, il termine teosofia allude a una conoscenza gnostica non solo di carattere contemplativo, ma anche in grado di rivelare i segreti della natura con cui operare prodigi taumaturgici, e scoprire i legami che uniscono l'uomo al mondo degli spiriti divini o di quelli intermediari.[2]
- La teosofia diventa una dottrina filosofica nel XVII secolo, sorta dalle visioni di Jacob Bohme ed espressa sovente nel linguaggio dell'alchimia,[3] che vuole condurre l'uomo ad una conoscenza mistico-esoterica di Dio, a cui attribuisce una compresenza di principi contrapposti: questi si ritrovano in Lui sia come spirito trascendente che nella natura immanente, come luce e tenebre, in un dinamismo vivente e incessante che si rispecchia nella divina Sofia.[3]
- Tra i filomati del XIX secolo, la teosofia è la conoscenza dell'ordine geometrico della natura, che si esprime nell'approssimazione delle sue forme alla spirale aurea simboleggiata dalla phi greca;[4] impregnata anche di mesmerismo e mistica rosacrociana, in un sistema sincretico di elementi cristiani, esoterici, filosofici, spiritisti, connotò la cultura di vari ambienti massonici.[5]
- In particolare, la teosofia è la dottrina propugnata dalla Società Teosofica, fondata nel 1875 a New York da Helena Petrovna Blavatsky (1831–1891), che appunto si proponeva di divulgare il pensiero teosofico, secondo il quale tutte le religioni deriverebbero da un'unica verità divina. Tale verità sarebbe stata tramandata nel corso della storia attraverso una strettissima cerchia di iniziati, che avrebbero rivelato solo gli aspetti più conformi al periodo storico in cui essi si sarebbero venuti a trovare.

Per distinguere questa forma di teosofia, che si presenta come eclettica e universale, dalle correnti precedenti, la si denomina in genere con la T iniziale maiuscola («Teosofia»).
Pur intendendo inglobare in sè il significato delle altre correnti, come se costituissero un unico movimento senza soluzione di continuità, vi è chi ha respinto questa sovrapposizione: specialmente l'esoterista René Guénon tiene a distinguere la teosofia di stampo neoplatonico, di orientamento religioso e in particolar modo cristiano, alla quale appartenevano le dottrine di Jacob Böhme, Johann Georg Gichtel, William Law, Jane Lead, Swedenborg, Louis Claude de Saint-Martin, Eckartshausen, dalla riformulazione che ne venne data dalla Blavatsky a partire dalla seconda metà dell'Ottocento, che egli chiama piuttosto teosofismo per distinguerla dalla prima accezione.
Secondo Helena Blavatsky, a ogni modo, ogni religione si rapporta con nuclei fondamentali e universali come la cabbala, la teosofia e l'occultismo, inclusi il giudaismo e i maomettani.

## La Società Teosofica

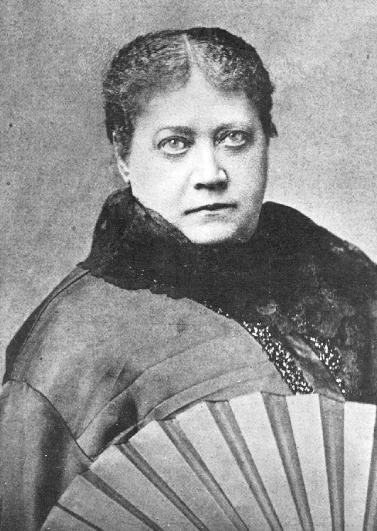
Madame Blavatsky

Il metodo di questa nuova forma di teosofia proponeva un forte eclettismo e una conoscenza diretta dei testi sacri, soprattutto orientali. Alcuni studiosi vedono nel movimento teosofico l'origine della moderna «new age», con le sue libere esegesi dei testi convenzionalmente ritenuti sacri da vari culti religiosi.
Nell'ambito della Società Teosofica del XIX secolo, la teosofia si configura essenzialmente come scienza esoterica. Il termine "scienza" ha dunque qui un significato piuttosto sui generis, basato sulla credenza che al di là delle conoscenze scientifiche sulle cose, la loro intima verità (eidos) sia accessibile solo per via chiaroveggente e intuitiva.
Helena Blavatsky definisce la teosofia, nel testo La dottrina segreta, come: 
I tre principi e scopi su cui si basa la Società Teosofica sono:
1. formare un nucleo di fratellanza universale dell'umanità senza distinzioni di razza, sesso, credo, casta o colore;
2. incoraggiare lo studio comparato delle religioni, filosofie e scienze;
3. investigare le leggi inesplicate della Natura e le capacità latenti dell'uomo.

Il testo sacro di questi teosofi sono le Stanze dal Libro di Dzyan, che costituiscono l'argomento principale della Dottrina segreta. La loro cosmogonia prevede uno sviluppo del mondo tramite vari stadi intermedi tra la materia e lo spirito, che si alternano in un andamento a spirale; l'uomo, composto di corpo, anima e spirito, cresce anch'esso attraverso vari stadi, che discendono dallo spirito alla materia, attraverso il piano mentale, astrale, ed eterico, per poi spiritualizzarsi nuovamente. L'anima umana non ha né inizio né fine: essa è destinata ad un ciclo di reincarnazioni finché raggiunge la sostanza assoluta del cosmo.
La fondatrice del movimento, Helena Blavatsky, sostenne sempre di aver compiuto un viaggio nell'allora sconosciuto Tibet, dove avrebbe incontrato i Maestri della «Fratellanza Bianca», la cui esistenza sarebbe attestata in tutte le tradizioni iniziatiche sia orientali sia occidentali: questi Maestri sarebbero da identificare con gli esseri soprannaturali noti in sanscrito come Mahatma.
In Tibet questi Maestri le avrebbero insegnato le arti occulte che lei avrebbe poi rivelato sia attraverso i suoi libri, sia in maniera più completa agli aderenti dei massimi livelli della Società da lei fondata insieme al colonnello Henry Steel Olcott.
Il viaggio potrebbe anche essere inteso in senso metaforico, alludendo ad una sorta di iniziazione da parte di tali Maestri, il cui rifugio metaforico o reale si troverebbe nella leggendaria Agarthi; parimenti Blavatsky sostenne anche di aver combattuto al fianco di Giuseppe Garibaldi nell'unificazione d'Italia.
Altri influssi nel pensiero teosofico di Blavatsky possono essere ricondotti alla tradizione ermetico-massonica da lei apprese in Europa.

## Dottrina e insegnamenti
Sebbene gli scritti dei più importanti teosofi espongano una serie di insegnamenti, la Società Teosofica stessa afferma di non avere credenze ufficiali su cui tutti i membri debbano concordare. Pur basandosi su una dottrina, pertanto, non la presenta come dogma. L'unico principio che tutti i membri dovrebbero sottoscrivere, per la Società, è l'impegno «a formare un nucleo della Fratellanza Universale dell'Umanità, senza distinzione di razza, credo, sesso, casta o colore». Ciò comporta che vi possano essere membri della Società che si reputino scettici su alcune, o addirittura tutte, le dottrine teosofiche più condivise, pur rimanendo solidali con il suo obiettivo fondamentale di fratellanza universale.
Come rilevato da Santucci, la Teosofia è «derivata principalmente dagli scritti» della Blavatsky, ma revisioni e innovazioni sono state apportate anche da teosofi successivi come Annie Besant, Charles Leadbeater, e soprattutto Alice Bailey. Occorre inoltre tener presente che la Blavatsky non considerava queste dottrine teosofiche come una propria creazione, ma affermava di averle ricevute da una confraternita di adepti spirituali segreti, da lei chiamati i «Maestri dell'antica sapienza», o con termine induista Mahatma («grandi anime»).

### I Maestri dell'Antica Saggezza
Il nucleo della dottrina teosofica è dunque costituito non solo dalla rivelazione dell'esistenza di un gruppo di Maestri o adepti spirituali che supervisionano in incognito l'evoluzione dell'umanità, ma che costoro siano anche responsabili della produzione dei principali testi teosofici. Per la maggior parte dei teosofi, questi Maestri sono considerati i veri fondatori del moderno movimento teosofico stesso. Chiamati Mahatma, Adepti, Maestri di Saggezza, Maestri di Compassione, o Fratelli Maggiori, sono esseri ritenuti comunque di origine umana, ma che dopo aver attraversato vari processi di trasformazione spirituale, detti «iniziazioni», le quali gli hanno consentito di oltrepassare la loro condizione di comuni esseri umani, si sono altamente evoluti in termini sia di sviluppo morale che intellettuale, pur continuando regolarmente a incarnarsi per assistere l'evoluzione dell'umanità sulla Terra.

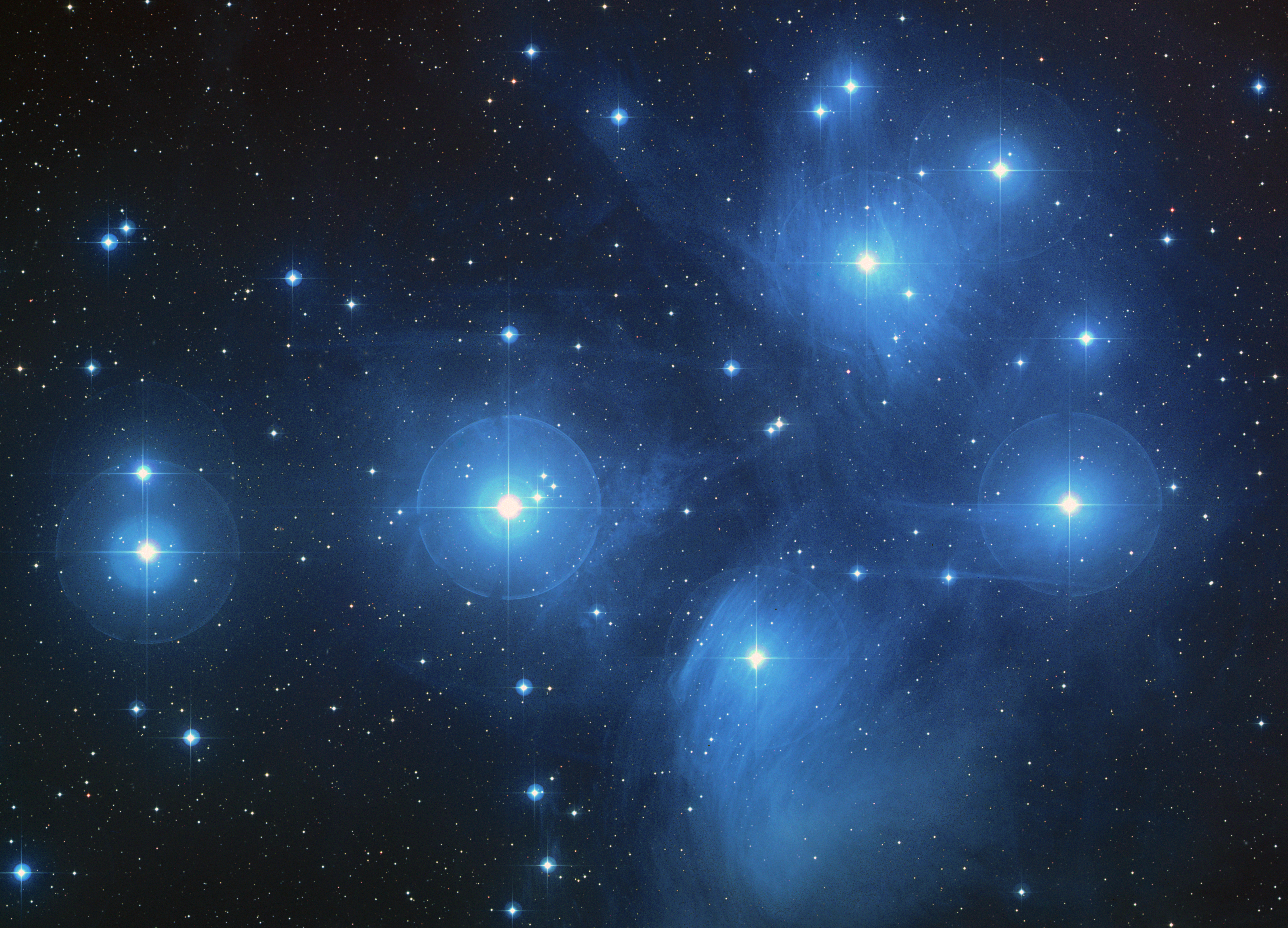
L'ammasso aperto delle Pleiadi nella costellazione del Toro, da cui discenderebbe la Fratellanza Bianca, e che insieme a Sirio ed al sistema solare forma un triangolo cosmico.

Attraverso molti anni di addestramento, costoro avrebbero acquisito poteri soprannaturali, tra cui la chiaroveggenza, la capacità di prolungare la propria vita, o di proiettarsi istantaneamente in qualsiasi luogo.  Alla fine del XIX secolo, secondo la Blavatsky, la loro residenza principale era a Shamballa nel regno himalayano del Tibet.
Ai Maestri è attribuito il compito di preservare l'antica conoscenza spirituale del mondo, in quanto appartenenti a una grande gerarchia occulta detta «Fratellanza Bianca», i cui gradi superiori sono costituiti da esseri spirituali ancora più avanzati, che a differenza di loro proverrebbero da mondi non terrestri, e avrebbero guidato e istruito l'umanità sin dai primordi. La loro origine più prossima è ritenuta il pianeta Venere («lucifero»), ma viene collegata anche con Sirio e le Pleiadi.
Tra i Maestri vengono annoverate figure bibliche come Abramo, Mosè, Salomone, Gesù, guru illuminati come Buddha, Confucio, Laozi, e personalità moderne come Jakob Bohme, Alessandro Cagliostro e Franz Mesmer. I Maestri a cui si fa più riferimento nella letteratura teosofica sono tuttavia Koot Hoomi (o Kuthumi), e Morya, con i quali la Blavatsky affermava di essere in contatto anche telepatico.
Altri maestri ritenuti guide del movimento teosofico sono Hilarion, lo stesso Gesù, Racokzy (identificato con Cristiano Rosacroce e col conte di Saint Germain), e Djwal Khul reso noto dalla Bailey.
La dottrina prevede che tali Maestri possano avvicinarsi alle persone che ritengono degne di intraprendere un apprendistato o un discepolato spirituale, sottoponendole a diversi anni di prova nel corso di complessive sette iniziazioni, per consentire infine a costoro di entrare nella loro gerarchia.
La Blavatsky incoraggiò la produzione di immagini dei Maestri, i ritratti più importanti dei quali furono creati nel 1884 da Hermann Schmiechen. Secondo lo studioso di religione Massimo Introvigne, le raffigurazioni così ottenute di Morya e Koot Humi ottennero uno «status semi-canonico» nella comunità teosofica, venendo considerate quasi icone sacre piuttosto che semplici figure decorative.

### Un'antica dottrina universale

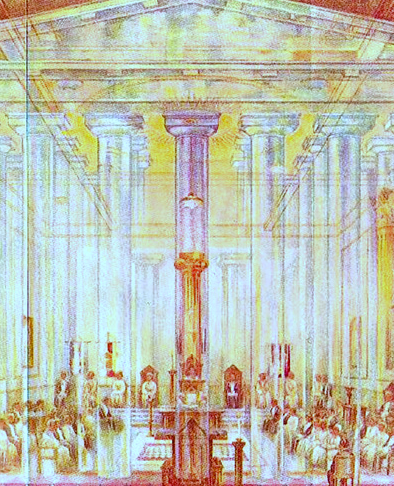
Adepti di una loggia segreta, da un disegno di Leadbeater.

Secondo gli insegnamenti di Blavatsky, gran parte delle religioni del mondo sono da ricondurre a un'origine comune, ad un'antica religione universale chiamata anche Religione-Saggezza o «Tradizione Segreta», che era già nota a Platone e ai primi saggi indù, ritornata nella nozione ficiniana di prisca theologia, e che continua a rappresentare il nucleo di ogni religione.
Questa dottrina universale, che lei si proponeva di riportare in auge, era connotata anticamente da un'unità di scienza e religione che l'umanità avrebbe in seguito smarrito, e la cui validità ed efficacia superava di gran lunga il metro di giudizio con cui gli studiosi moderni valutano il sapere degli antichi. Quel patrimonio di sapienza sarebbe stato preservato nei secoli dalla fratellanza segreta di iniziati, i quali deterrebbero tuttora la chiave per comprenderne i vari elementi, come il mistero dell'aldilà, la capacità di compiere miracoli, i fenomeni psichici o i poteri paranormali di cui loro stessi sarebbero dotati.
Secondo Blavatsky, questa religione-saggezza di cui Teosofia costituisce un primo tentativo di reminiscenza, sarebbe destinata ad essere nuovamente diffusa e coltivata in futuro presso tutta l'umanità, andando a sostituire le religioni mondiali dominanti come il cristianesimo, l'Islam, il buddismo e l'induismo.

### Teologia e cosmologia
La dottrina teosofica si basa su una cosmologia emanazionista, secondo cui l'universo non è che un riflesso esteriore dell'Assoluto. Questa concezione, che l'accomuna al neoplatonismo, si riapproria anche di elementi delle religioni asiatiche come la maya, cioè il carattere illusorio con cui gli umani percepiscono il mondo. Per la Blavatsky, una vita limitata da questa percezione falsata è dominata dall'inganno e dall'ignoranza.

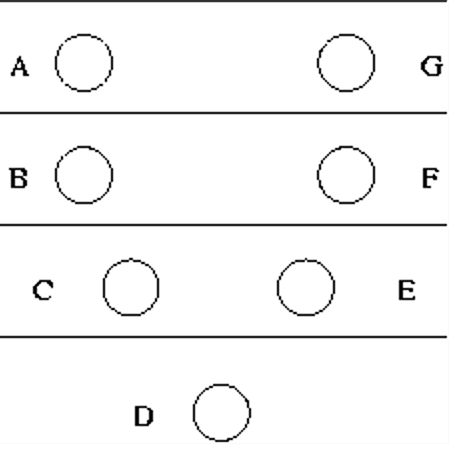
Schema di una catena planetaria secondo la teosofia, con cui si svolge l'evoluzione di 7 Ronde: la ronda A (spirituale) passa per la fase causale (B) e astrale (C) fino a diventare sempre più densa in D, per poi tornare allo stato spirituale (G, analogo ad A ma più evoluto).

Ogni sistema planetario deriva dall'emanazione di un Logos o «Divinità solare», sotto la quale si trovano sette spiriti planetari o «ministri», che supervisionano ciascuno dei pianeti, di cui sono i responsabili dell'evoluzione. Secondo la Dottrina Segreta, ogni pianeta possiede una costituzione settupla, nota come «Catena Planetaria», fatta di sette «ronde»; queste consistono non solo di un globo fisico, ma anche di due corpi astrali, due corpi mentali e due corpi spirituali, tutti sovrapposti nello stesso spazio, ma che si succedono temporalmente.
L'evoluzione avviene lungo parabole discendenti e ascendenti, dalla prima ronda spirituale alla prima mentale, poi dall'astrale a quella fisica, e quindi a ritroso, in un continuo percorso a spirale. La Terra proviene da queste ronde (manvantara) corrispondenti ai livelli di evoluzione dal minerale al vegetale, dall'animale all'umano, e poi al sovrumano e allo spirituale.
Ogni ronda è suddivisa a sua volta in sette «globi», con cui si completa un livello di evoluzione più piccolo; lo stesso accade in maniera simile negli altri pianeti. Quando inoltre un'evoluzione si completa sulla prima ronda, ad esempio minerale, e inizia a procedere sulla seconda verso l'evoluzione vegetale, questa ripete brevemente il ciclo precedente (in questo caso minerale).
L'evoluzione umana segue lo stesso schema, essendo legata a quella planetaria cosmica più ampia: essa attraversa così sette «Razze Radice», corrispondenti ai globi terrestri, ciascuna delle quali divisa a sua volta in sette Sotto-Razze, che hanno dato luogo a varie civiltà.
1. La prima Razza Radice era fatta di sostanza eterea, emanata da esseri provenienti dalla precedente evoluzione della Terra, detti Pitri.[54] Vissuta su un'isola nota come «Terra Sacra Imperitura», corrispondente al deserto del Gobi, era asessuati e si riproduceva per scissione.[55]
2. Anche la seconda Razza, conosciuta come Iperborea, non aveva ancora un corpo fisico. Viveva nell'omonima terra nei pressi del polo Nord, che allora aveva un clima mite,[56] ed era costituita da androgini che si riproducevano per gemmazione.[57]
3. La terza visse nel continente di Lemuria, tra l'attuale oceano Indiano e il Pacifico, di cui l'Australia e Rapa Nui sarebbero delle vestigia rimaste.[58] Composta da individui inizialmente ermafroditi,[59] fatti di gas e liquidi, costoro si sarebbero progressivamente densificati; avrebbero conosciuto più tardi la suddivisione dei sessi e la mortalità, prima di essere distrutti da esplosioni di fuoco.[60] Sul finire dell'epoca lemurica discese sul pianeta una missione di spiriti venusiani, i «signori della Fiamma» guidati da Sanat Kumara, per assistere l'umanità in questo periodo difficile e guidarne le prime forme di attività intellettuale.[61]

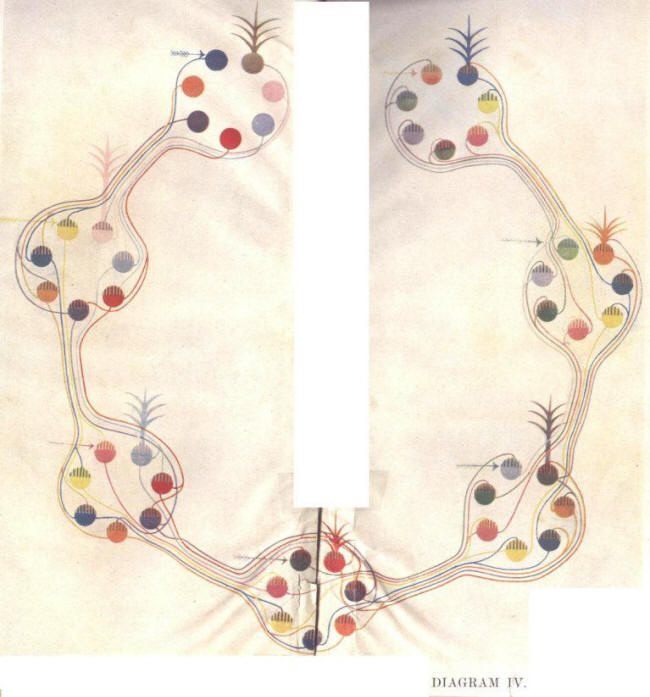
Le sette ronde, composte ognuna da sette globi, in un disegno di Leadbeater (1913): la Terra si trova attualmente nella quarta più bassa, la più materiale.

4. La quarta Razza Radice dimorava nel continente di Atlantide; era dotata di corpi fisici oltre che di particolari poteri psichici e tecnologia avanzata.[62] Gli Atlantidei hanno rappresentato il punto medio dello sviluppo nel corso nell'attuale Ronda terrestre. Le sue sottorazze cominciarono a distinguersi per il colore della pelle e a dar vita al linguaggio. Le sette ronde, composte ognuna da sette globi, in un disegno di Leadbeater (1913): la Terra si trova attualmente nella quarta più bassa, la più materiale. Molti di essi erano giganti (nephilim),[61] nati dall'incrocio dei maestri venusiani con le donne umane per innestarvi caratteristiche più evolute.[63] Gli Atlantidei tuttavia, per l'abuso dei loro poteri, che li portò a generare mostri e a decadere in pratiche di magia nera, persero la funzionalità del «terzo occhio», e determinarono lo sprofondamento del loro continente nell'oceano, sebbene alcuni gruppi di iniziati emigrarono per fondare nuove comunità in Egitto e nelle Americhe.[61]
5. La quinta razza radice ad emergere fu quella degli Ariani, attualmente operativa,[61] il cui compito è di sviluppare il pensiero astratto. Questa ha visto succedersi le seguenti sotto-razze:[63]
  1. Indù;
  2. Ario-Semiti;
  3. Iranici;
  4. Celti;
  5. Teutoni.[63]

Attualmente l'umanità si trova pertanto nella predominanza della quinta sottorazza, della quinta razza, della quarta ronda. Seguiranno altre due sotto-razze, quindi l'inizio della sesta Razza Madre, che sarà annunciata dall'arrivo di Maitreya, una figura del messianismo buddista Mahayana, e infine la settima, nuovamente spiritualizzata, con cui la Terra terminerà il suo attuale ciclo evolutivo.
Ogni nuova Razza Radice (o «Razza Madre»), e così anche le sottorazze, vengono avviate da un capostipite detto «Manu», un essere spirituale particolarmente elevato che su ordine della Fratellanza si incarna, anche più volte, per generare fisicamente, oppure perfezionare, la stirpe del momento, destinata di volta in volta a compiti specifici. Il Manu della quinta razza ad esempio, detto Vaivasvata, avrebbe condotto alcuni superstiti degli Atlantidei in Asia per fondarvi le civiltà post-diluviane, infondendo le sue qualità in sette uomini, divenuti i sette santi Rishi della civiltà indiana.

#### I sette raggi e i tre dipartimenti

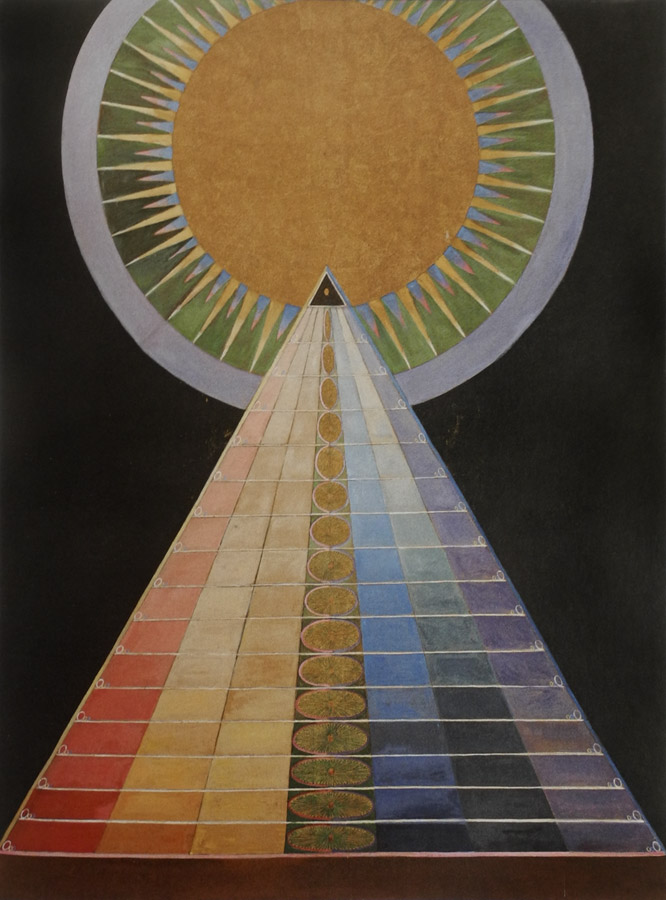
Sette raggi emanati dal Divino che scendono verso il basso, in una pala d'altare di Hilma af Klint (1915)

La gerarchia della Fratellanza rispecchia l'ordine con cui la Trinità divina si esplica nel cosmo, emanando sette raggi di diversi colori, di cui i primi 3 consistono rispettivamente nelle qualità della volontà, dell'amore, e dell'intelligenza. Mentre Sanat Kumara, denominato l'Antico dei Giorni, è il signore del mondo che presiede alla gestione complessiva dell'evoluzione terrestre, sotto di lui vi sono ulteriori tre kumara, e poi tre «dipartimenti» corrispondenti ai primi tre raggi:
1. il primo è diretto dal Manu, detto anche Vaivasvata, col compito di promuovere lo sviluppo della razza radice del momento, nelle condizioni ambientali più adatte;
2. il secondo è diretto dal Signore Maitreya, conosciuto in occidente come il Cristo,[69] che svolge il ruolo di «Istruttore del Mondo», occupandosi dello sviluppo interiore delle coscienze, ispirando le religioni e la spiritualità;
3. il terzo è diretto da un'entità chiamata Mahachohan, a cui spetta influenzare lo sviluppo intellettuale delle civiltà.

Con la figura del Maitreya, presa in prestito dal buddismo, la Blavatsky introdusse elementi di messianismo nella teosofia, affermando che la sua prossima incarnazione è attesa anche tra i cristiani come la seconda venuta di Cristo, e dai musulmani nella discesa dell'Imam Mahdi. Besant e Leadbeater la approfondirono ulteriormente, sostenendo che l'uomo Gesù di Nazareth, uno dei Maestri, andrebbe distinto dal Cristo, entrato su di lui al momento del battesimo nel Giordano; e che lo stesso Maitreya si era precedentemente incarnato sulla Terra come Krishna, divinità dell'induismo.
Predissero tra l'altro che una delle sue manifestazioni sarebbe avvenuta in un ragazzo indiano di nome Jiddu Krishnamurti, incontrato da Leadbeater mentre giocava su una spiaggia nel 1909, sebbene altri teosofi non condividessero appieno tale accostamento.

### Piani di esistenza e sviluppo personale

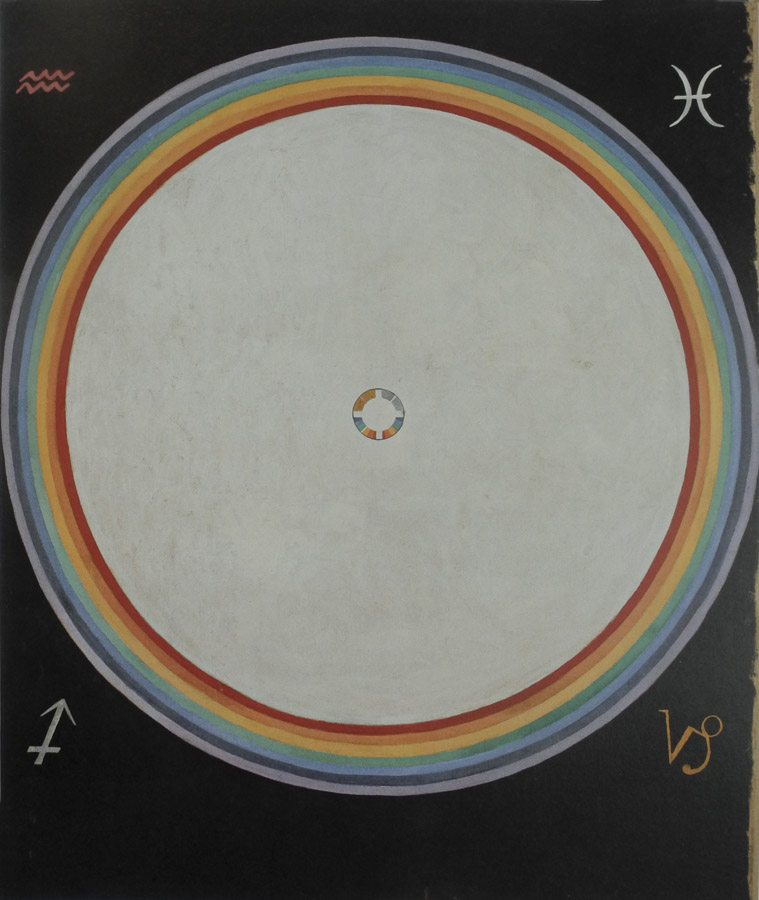
Hilma af Klint, Series The Dove, n. 14 (1915)

Secondo la Teosofia, scopo della vita umana è l'emancipazione spirituale dell'individuo, verso il suo ineludibile destino: il raggiungimento della perfezione e della consapevolezza, con cui partecipare attivamente all'evoluzione complessiva del cosmo.
Quest'ultimo è strutturato in sette piani o strati, concepiti anche come sette sfere (sapta samudra) che circondano il Logos da cui sono emanate:
1. Divino;
2. Monadico;
3. Atmico;
4. Buddhico;
5. Mentale (o Manas);
6. Emotivo (o Astrale);
7. Fisico.[76]

Ognuno di questi piani è a sua volta suddiviso in sette sotto-piani, la cui denominazione si ripete per tutti e sette i piani: {\displaystyle 1.} Atomico; {\displaystyle 2.} Sub-atomico; {\displaystyle 3.} Super-eterico; {\displaystyle 4.} Eterico; {\displaystyle 5.} Gassoso; {\displaystyle 6.} Liquido; {\displaystyle 7.} Solido.
L'individuo umano, secondo la triplice suddivisione che ne dà la Bailey, è descritto come una «Monade», diretta emanazione della Divinità Solare, dalla quale si è separato per divenire cosciente di sé, attraverso l'esperienza nella materia e la costruzione di un'anima.
Egli si compone quindi di:
1. un Sè autentico (spirituale o «supremo»),
2. un Sé superiore (Ego o «Anima» tripartita),
3. un Sé inferiore (o Personalità, tripartita a sua volta).[76]

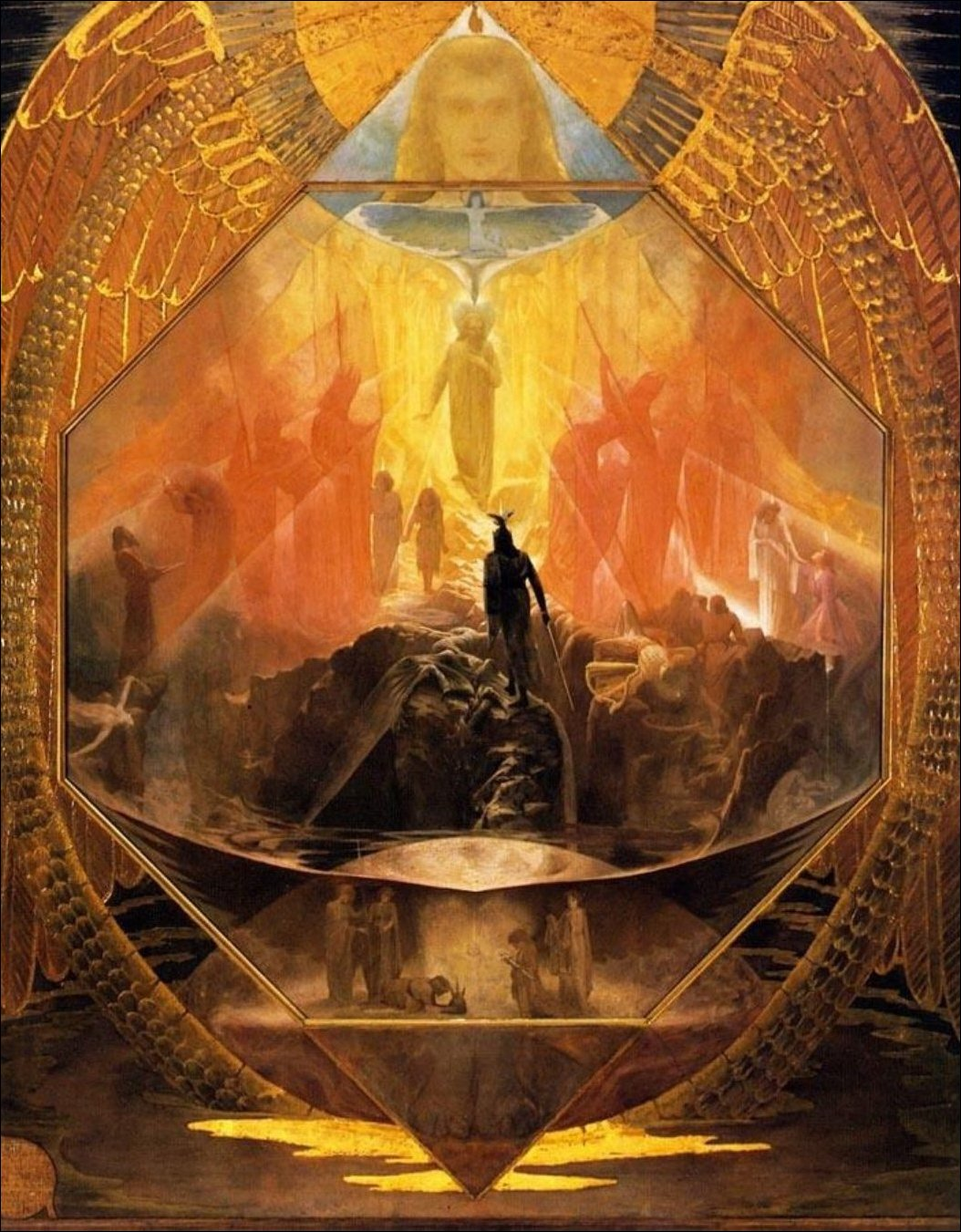
Il Sentiero, di Reginald Willoughby Machell (1895), che illustra il percorso dell'anima umana verso la piena autocoscienza spirituale.

Il Sé Supremo consiste nell'Uno stesso, e nella Monade di cui è come una goccia uscita dal mare.
Il Sè superiore o «Ego» invece è composto da: atman (raggio della pura volontà); buddhi (raggio cardiaco dell'amore); corpo causale (i primi tre sotto-piani del mentale).
Il Sé inferiore o «Personalità» infine è composto da una mente inferiore (costituita degli ultimi quattro sotto-piani del mentale); un corpo emotivo-astrale; e da elementi del piano fisico, di cui i primi quattro sotto-piani costituiscono il corpo eterico, gli ultimi tre quello denso-materiale.
Nella letteratura teosofica, in ogni caso, le sette parti umani sono variamente descritte e denominate, nel loro operare su tre piani separati dell'essere: nella suddivisione di Sinnett ad esempio, riferita solo al Sé superiore e inferiore, esse diventano: Corpo fisico (Rupa), Vitalità (Prana-Jiva), Corpo Astrale (Linga Sarira), Anima Animale (Kāma-Rupa), Anima Umana (Manas), Anima Spirituale (Buddhi) e Spirito (Atma).
La Monade con la diade Atman-Buddhi sono immortali e non risiedono nel corpo umano insieme alle altre componenti, ma vi sono collegati attraverso il Manas, composto da un mentale superiore ed inferiore: il collegamento tra questi due livelli, detto «Anthakarana», è particolarmente delicato, e determina il passaggio, nelle più alte dimensioni, di pensieri e impressioni personali generate nei corpi più bassi che periscono dopo la morte corporea.
L'evoluzione dell'essere umano consiste nell'edificazione dei corpi più alti partendo da quelli bassi già formati, per prendere progressivamente coscienza di essere una Monade spirituale. Nella Voce del silenzio, la Blavatsky ne paragona lo sviluppo a una transizione attraverso tre sale: quella dell'ignoranza, in cui egli è ancora all'oscuro di sé; dell'Apprendimento, in cui si risveglia l'interesse per i suoi poteri psichici, e infine della Saggezza, in cui realizza l'unione col suo vero Sé.

#### Reincarnazione e karma
Nel corso dei suoi scritti, la Blavatsky ha affrontato anche il tema dell'aldilà e della reincarnazione, da lei indicata inizialmente col termine metempsicosi per attribuirvi il significato di un progresso dell'anima verso stati più evoluti di coscienza.
Salvo casi eccezionali, gli spiriti disincarnati non rinascerebbero prima che sia trascorso un certo periodo di tempo dopo la morte corporea, e in ogni caso, non durante la vita dei parenti del defunto.

La ruota del karma, di Jean Delville (1940)

Nella Dottrina Segreta precisò come non sia la personalità inferiore a reincarnarsi, bensì che è lo spirito immortale a costruire una nuova anima e un nuovo corpo mortale sulla Terra, partendo dalle condizioni raggiunte nella precedente esistenza. 
La reincarnazione inoltre avverrebbe sempre in corpi umani, non dentro animali o in forme meno evolute di vita, perché lo sviluppo raggiunto resta un dato acquisito che non può più regredire.
Alla morte fisica, il corpo astrale sopravvive per un certo intervallo di tempo in uno stato chiamato kamaloka, che lei paragonò al limbo, prima di svanire assorbito da quest'ultimo. Ciò che resta dell'essere umano si sposta allora col suo corpo mentale superiore in un regno chiamato devachan, assimilabile al paradiso. Qui vi resterebbe per un periodo di circa 1000 anni, che può comunque variare a seconda dei casi e delle eccezioni.
La teosofia sostiene anche l'esistenza del karma quale sistema che regola il ciclo delle reincarnazioni, in virtù del quale le azioni di un individuo in una vita influenzano le circostanze della successiva. Esso tuttavia non andrebbe inteso in senso fatalista, né punitivo, ma come una legge naturale di causa-effetto che può essere in parte modificata. In ogni caso il karma non durerà per sempre: essendo sorto quando gli umani svilupparono l'ego, secondo la Blavatsky in futuro non sarà più necessario.
Sarebbe possibile investigare le vite passate di una persona attraverso la lettura del registro akashico, un deposito eterico di tutta la conoscenza dell'universo, a cui Besant e Leadbeater affermavano di poter accedere. Loro stessi, ad esempio, avrebbero rievocato una delle loro vite più remote, trascorsa su un precedente stadio «lunare» della Terra, quando conducevano un'esistenza di tipo animalesco al servizio degli uomini-luna di allora (Pitri), i quali si sarebbero poi evoluti in esseri angelici nell'attuale ciclo terrestre.

### Rituali
La Società Teosofica non ha prescritto alcun rituale specifico da praticare per i suoi aderenti. Alcune attività ritualizzate sono state tuttavia codificate da singoli gruppi teosofici; uno di questi è la Chiesa cattolica liberale. Un altro è Loggia Unita dei Teosofi, (United Lodge of Theosophy), i cui raduni vengono descritti dal carattere «quasi sacro e liturgico».

## Influsso sulle arti
Il notevole influsso esercitato dal movimento teosofico sulle arti, di cui spesso non è nota la matrice culturale, è stato progressivamente disvelato e rivalutato nella seconda metà del Novecento, a partire dal 1970 con gli studi del finlandese Sixten Ringbom sull'ispirazione teosofica dei dipinti di Wassily Kandinsky (1866–1944).
La stessa Blavatsky aveva incaricato artisti come Hermann Schmiechen (1855–1925) di produrre ritratti dei Maestri, mentre al pittore Reginald Willoughby Machell (1854–1927) si devono una serie di dipinti con tema teosofico che ne illustrano la dottrina.
Ulteriore influsso della Teosofia è rinvenibile negli esponenti della corrente del simbolismo, come Jean Delville (1867–1952), Paul Sérusier (1864–1927), Kazimierz Stabrowski (1869–1929), Nikolai Rainov (1889–1954), George William Russell (1867–1935), Akseli Gallen-Kallela (1865–1931), Nicholas Roerich (1874–1947), alcuni dei quali teosofi essi stessi, come teosofi furono anche alcuni futuristi italiani, come Arnaldo Ginanni Corradini (1890–1982), Luigi Russolo (1885–1947), Giacomo Balla (1871–1959).
Nella corrente dell'astrattismo, oltre al già ricordato Kandinsky, dipinti con tematiche teosofiche ricorrono in František Kupka (1871–1957), Kazimir Malevič (1879–1935), Hilma af Klint (1862–1944), Ivan Aguéli (1868–1941), Gustaf Fjæstad (1868–1948), Lawren Harris (1885–1970), Piet Mondrian (1872–1944), alcuni dei quali passeranno nella Società antroposofica.
Tra gli altri artisti che evidenziano un collegamento tra Teosofia e arte moderna, si annoverano il compositore Dane Rudhyar (1895–1985), i muralisti messicani Diego Rivera (1886-1957) e José Clemente Orozco (1883–1949), che coltivarono interessi teosofici seppure in connubio con l'ideologia marxista, l'australiana Florence Fuller (1867–1947), e ancora in Italia Filippo de Pisis (1896–1956), Alice Dreossi (1882–1967), Alberto Helios Gagliardo (1893–1987), Francesco Clemente.

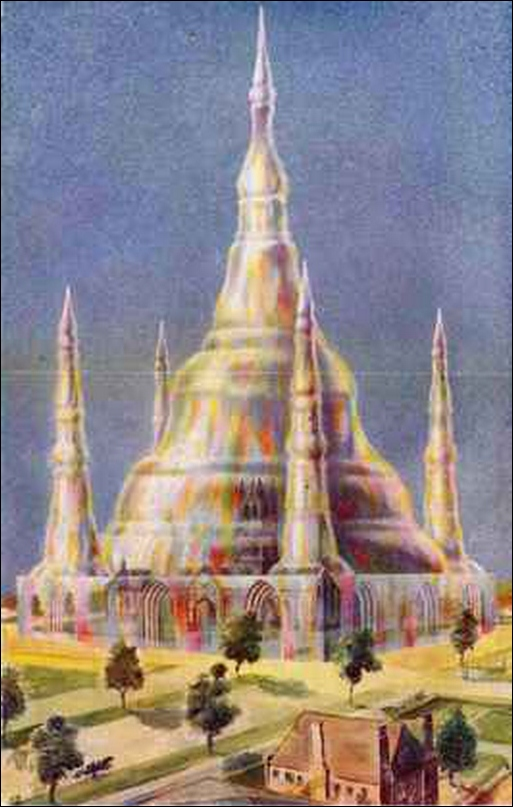
La compiuta forma eucaristica, di Alfred Edward Warner (1919)
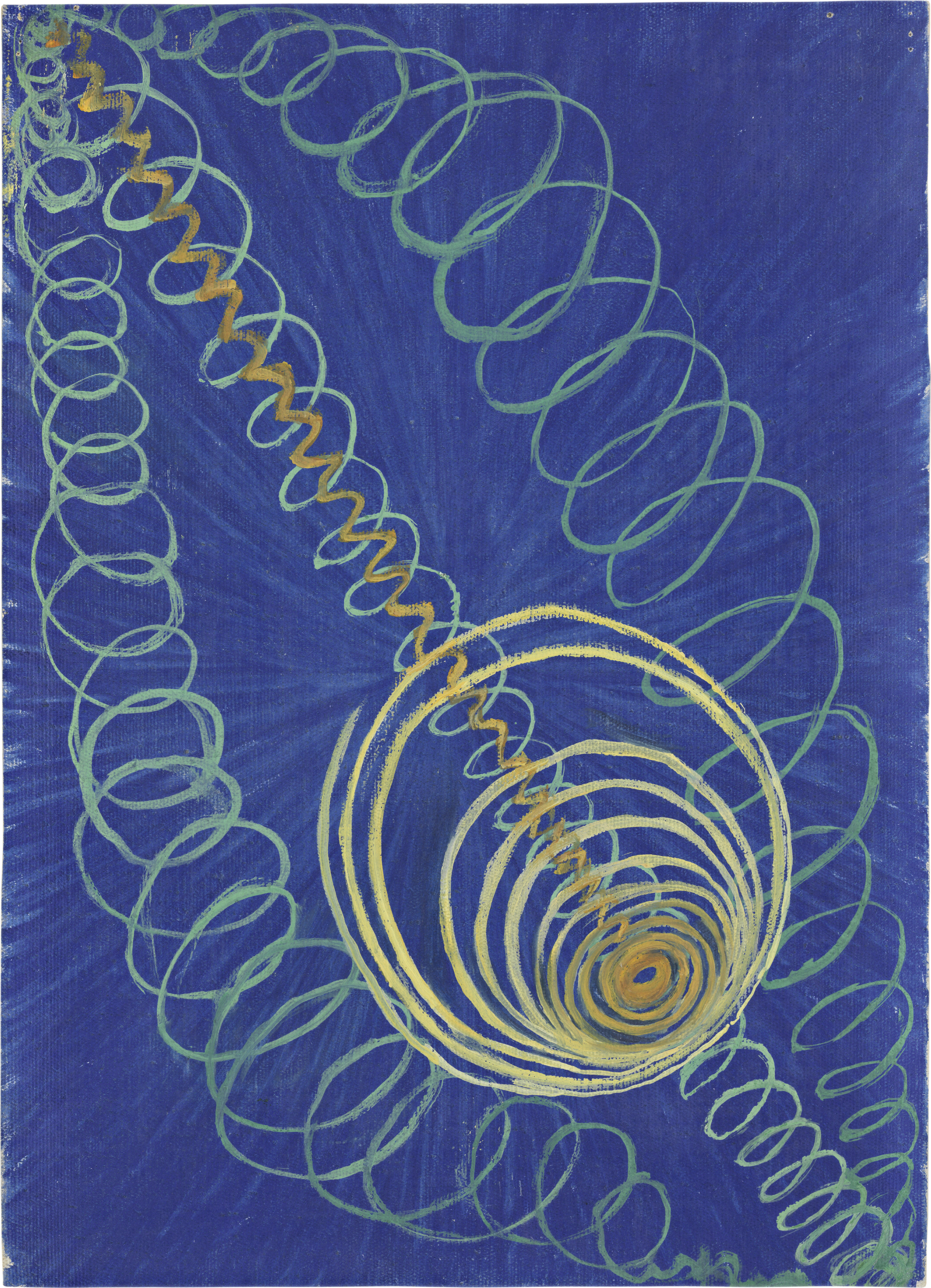
Primordial Chaos, n. 16: l'evoluzione a spirale del cosmo, in un dipinto di Hilma af Klint (1907)
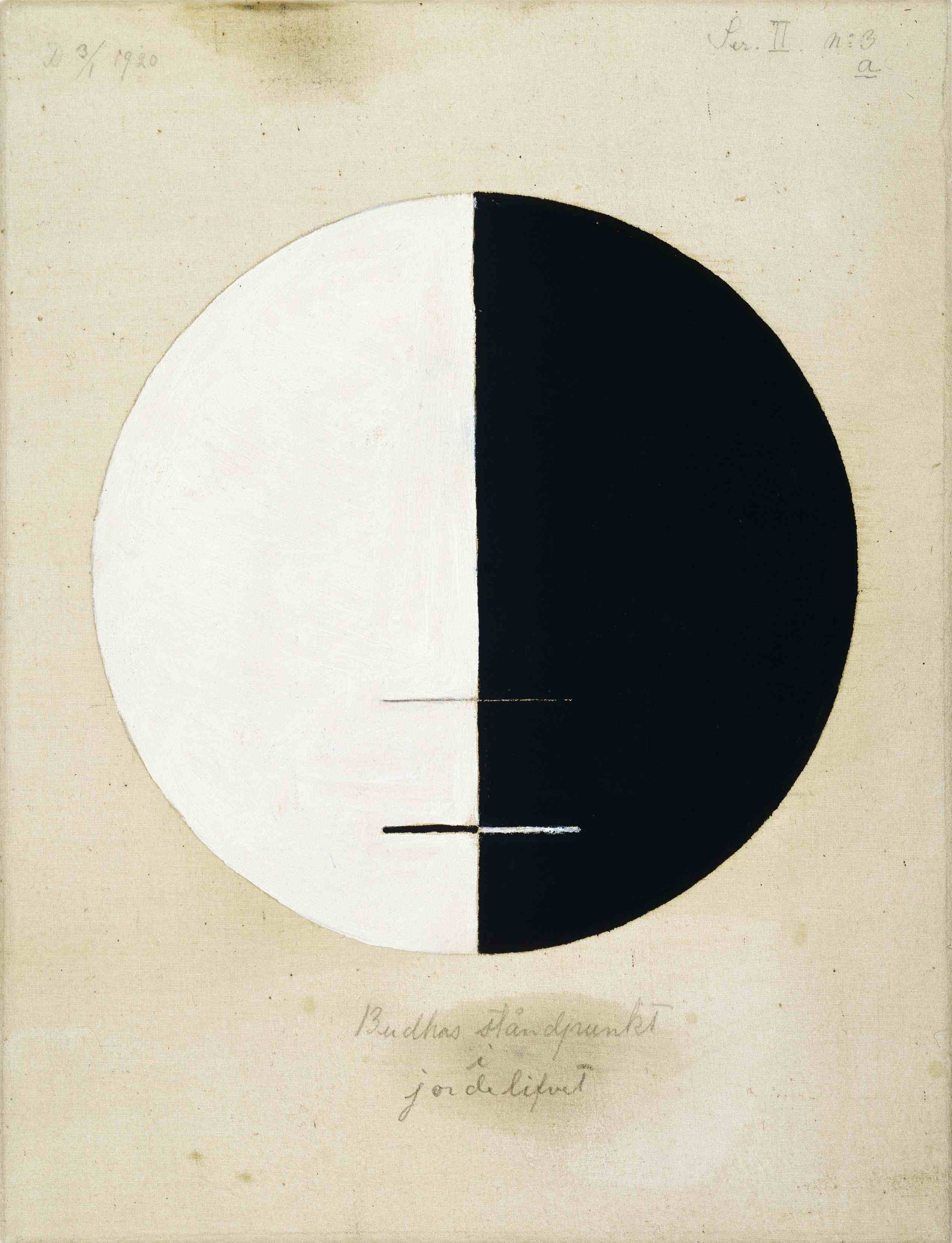
Buddha's Standpoint in the Earthly Life, n. 3a, di Hilma af Klint (1920)
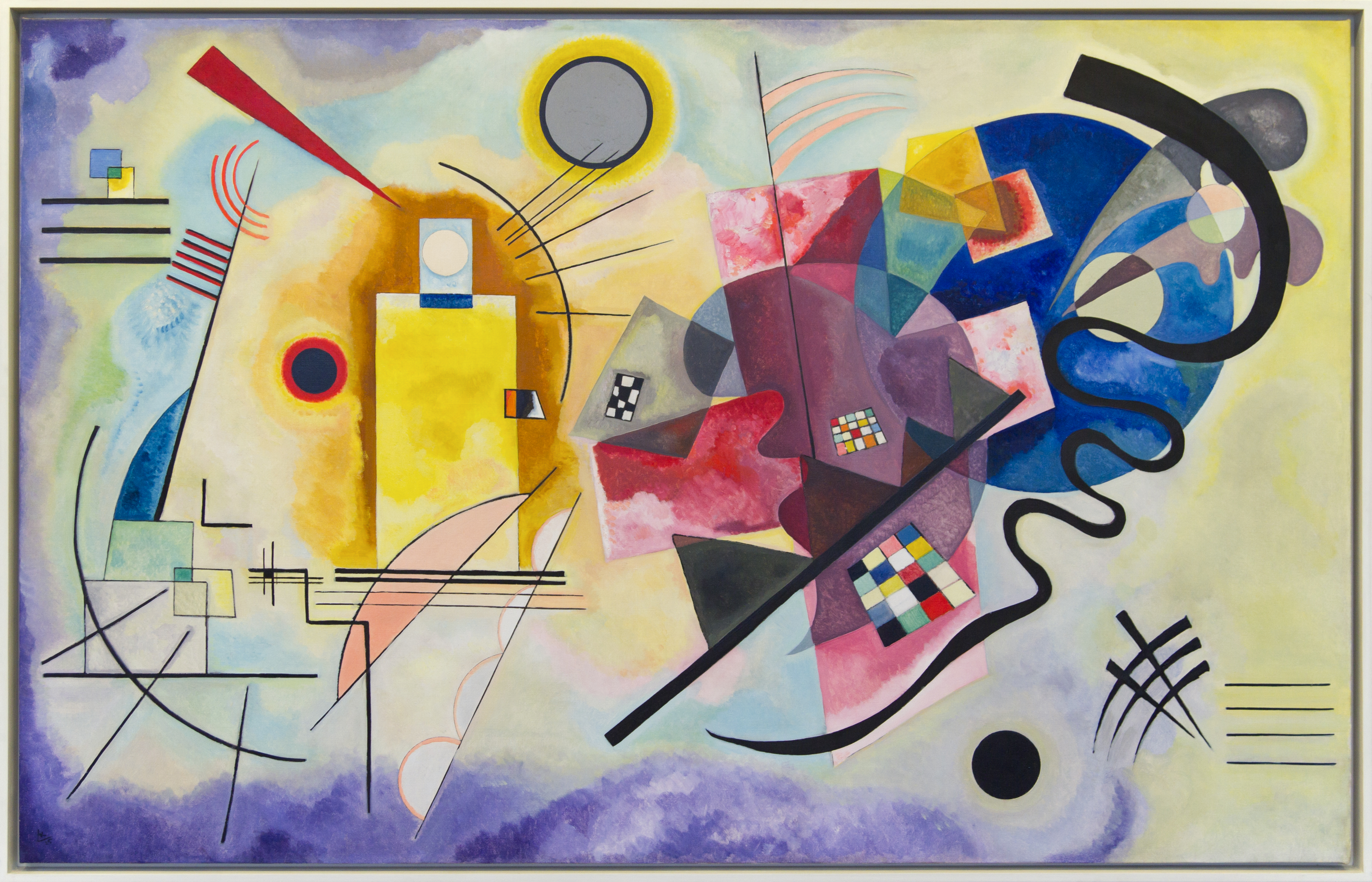
Giallo, rosso, blu, di Vasilij Kandinskij (1925)
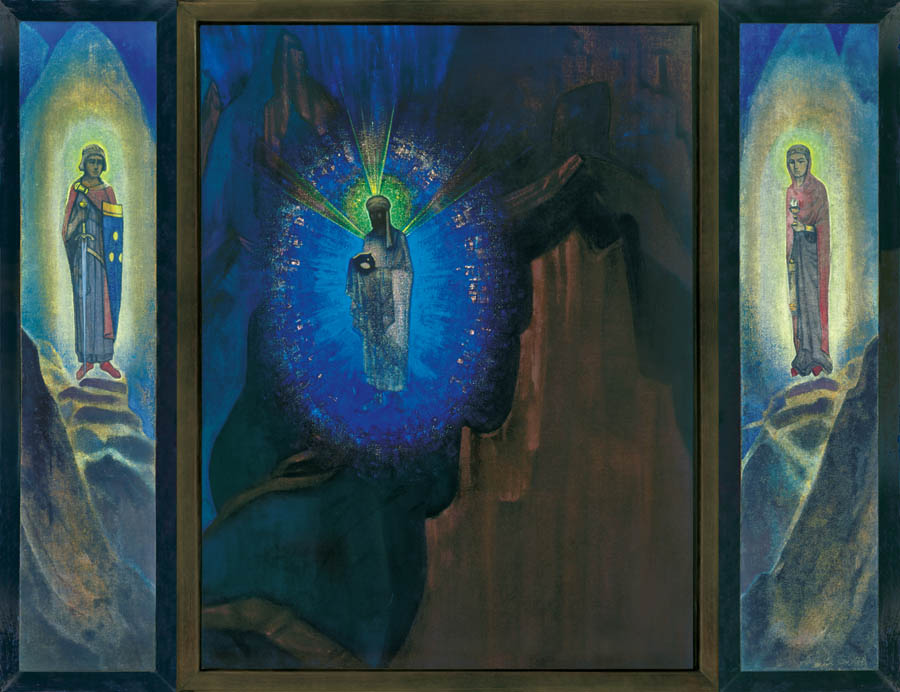
Fiat Rex, trittico dedicato al maestro Morya, di Nicholas Roerich (1931)
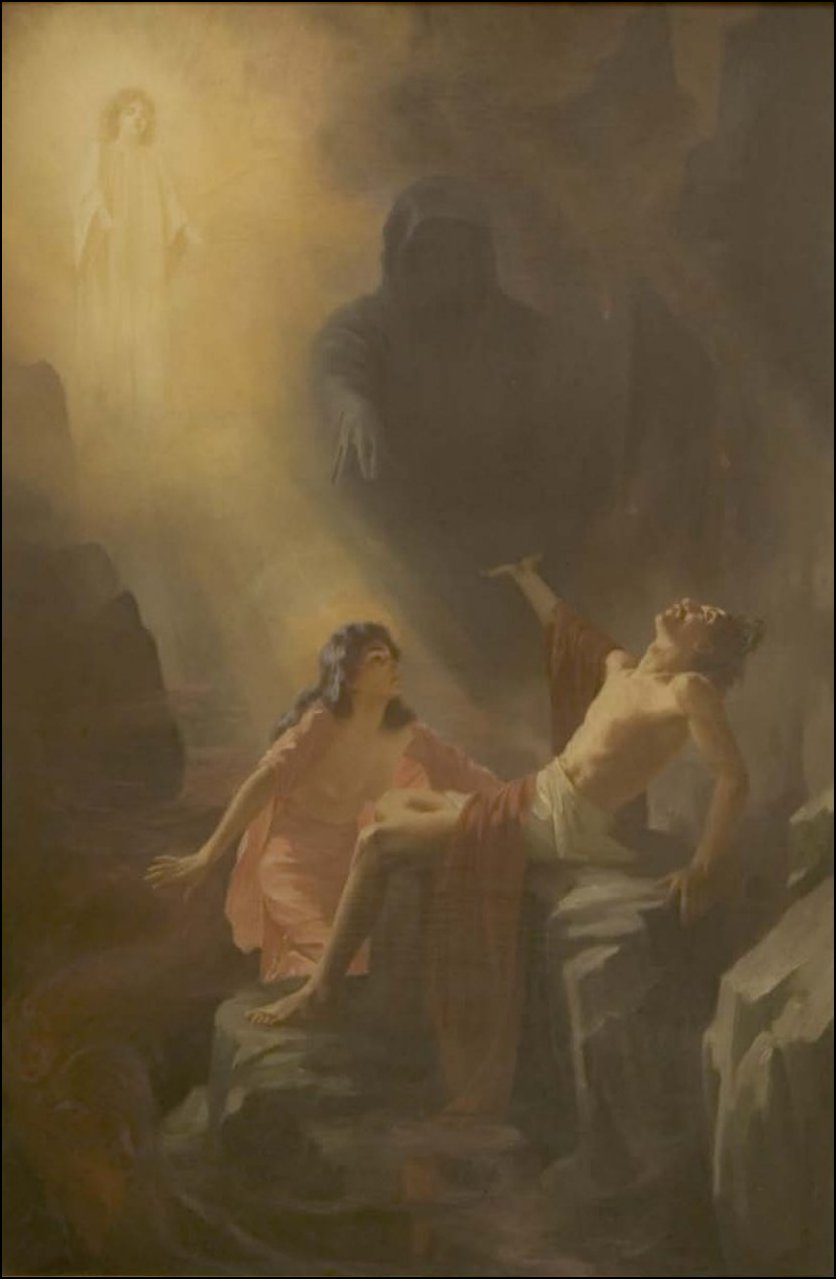
Guardiano della soglia, di Reginald W. Machell (1895)
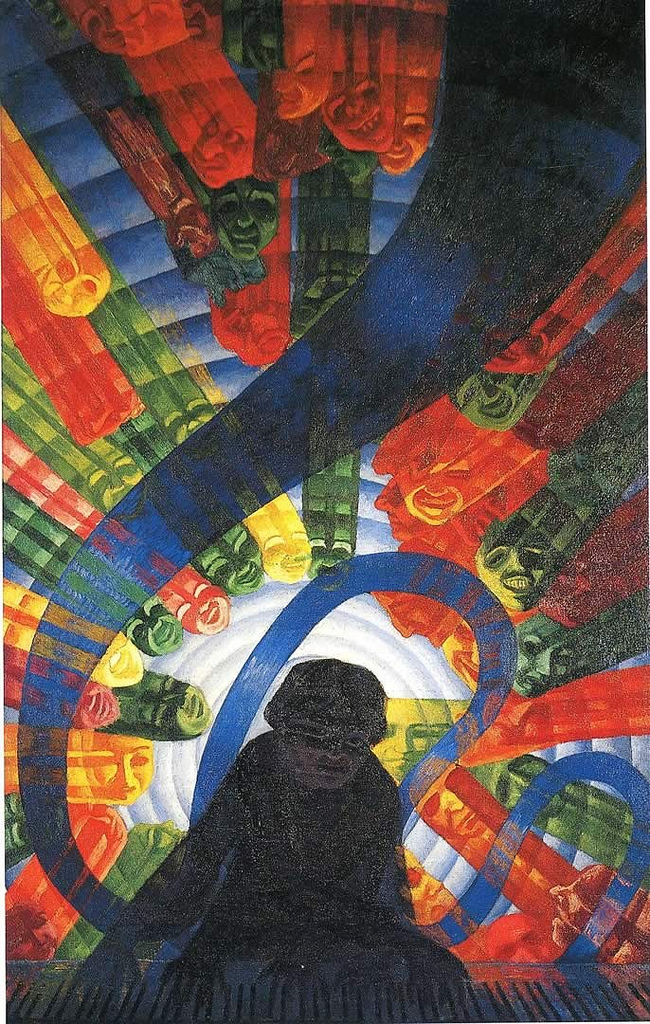
La Musica, di Luigi Russolo (1912)
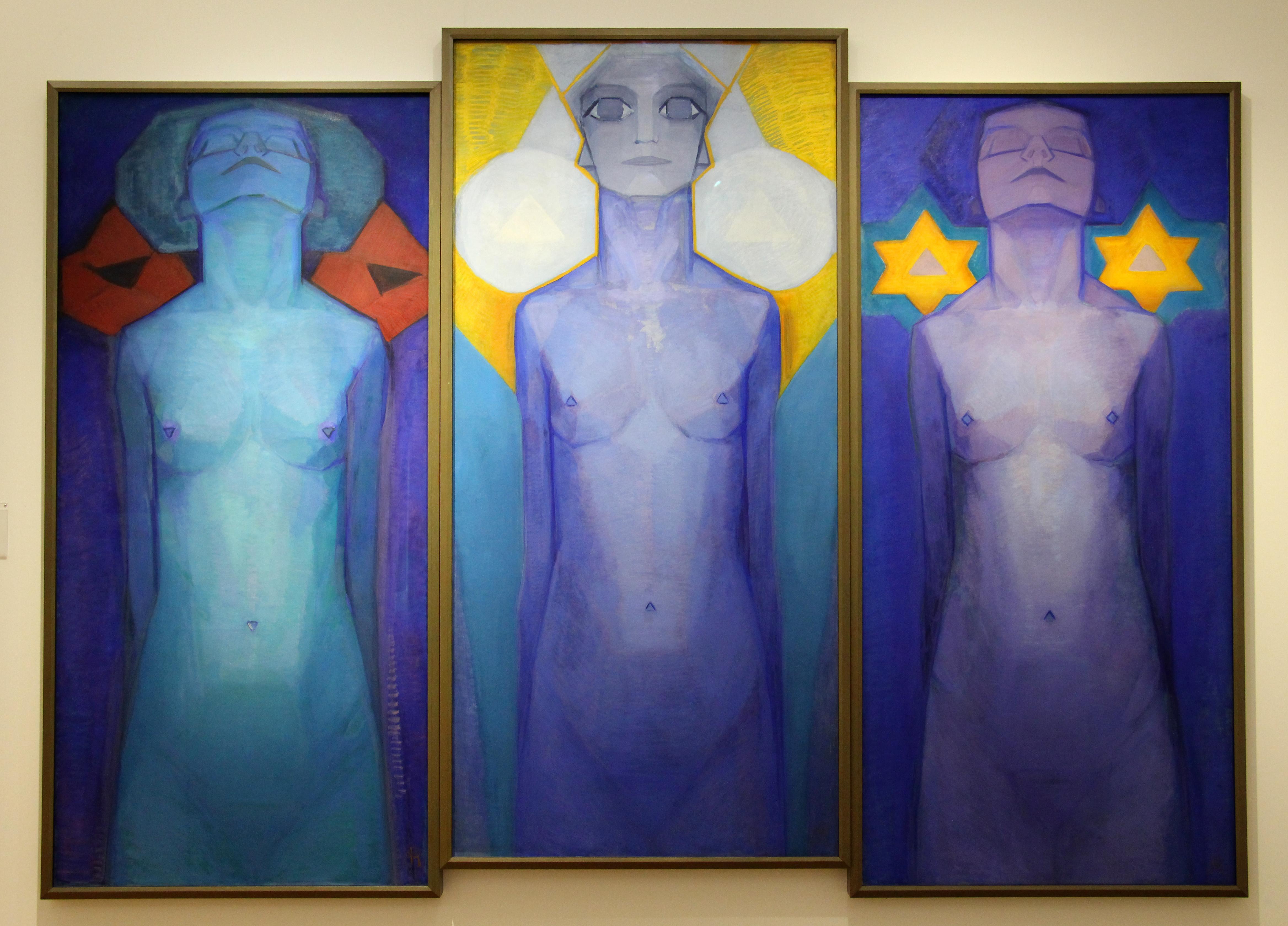
Evolution, di Piet Mondrian (1911)

## Aspetti controversi
Il metodo filologico della fondatrice, che si serviva anche dell'ipnosi e dell'interpretazione psicanalitica dei sogni, sollevò tuttavia molte riserve da parte degli studiosi che lei stessa citava, come l'eminente indologo (e fondatore della disciplina delle religioni comparate) Max Müller. In particolare Müller, che pur essendo sostenitore di una concezione spiritualista dell'evoluzione umana non dava credito alle abilità prodotte dai poteri occulti, le contestò di non conoscere le lingue nelle quali lei citava a piene mani; altri, come W. E. Coleman, la accusarono di plagio di libri altrui, di distorcere cioè qualunque fonte perché si piegasse alle proprie idee. Nella Dottrina Segreta Helena Blavatski avrebbe introdotto anche affermazioni esplicitamente sataniste.
Guénon ha sottolineato la differenza fra l'ispirazione cristiana che caratterizzava il pensiero dei teosofi appartenenti al XVII e XVIII secolo, e il preteso esoterismo della Società Teosofica che affermava di rifarsi, in maniera ingannevole a suo dire, alle dottrine orientali. Nel teosofismo, in realtà, Guénon vedeva uno stravolgimento del rosicrucianesimo, attraverso il quale l'imperialismo britannico intendeva estendere il proprio controllo in India, introducendovi concezioni moderne basate sul modello anglosassone.
Ai primi del Novecento si ebbe poi una rottura ad opera di Rudolf Steiner, già membro egli stesso della Società Teosofica, ma uscito da questa in polemica con le sue impostazioni culturali di fondo, alle quali contestava di voler limitare il libero arbitrio dell'uomo affidandolo alla tutela dei mahatma; questi ultimi, in connubio con logge massoniche occulte, miravano secondo Steiner a snaturare il cristianesimo strumentalizzando Blavatsky, «manovrandola come una marionetta, sospingendola per vie traverse secondo i loro scopi».

### Riferimenti
- Michele Zappalà, Il Pensiero Teosofico (PDF), Società Teosofica, 2022.
- Sylvia Cranston, Vita e pensiero di Helena Blavatsky (PDF), su famigliafideus.com, traduzione di Roberto Sorgo, Milano, Armenia, 1993,  pp. 181-183, ISBN 978-8834406182.
- Salvatore Brizzi, Le sette iniziazioni e come prepararle, Antipodi edizioni, 2020, ISBN 978-8895012421.
- Massimo Introvigne, Arte magica. L'influenza della Teosofia sull'arte moderna (PDF), Biella, CESNUR, 2014.
- Susanna Åkerman, Rose Cross Over the Baltic: The Spread of Rosicrucianism in Northern Europe, Brill, 1998, ISBN 9004110305.
- Bruce F. Campbell, Ancient Wisdom Revived: A History of the Theosophical Movement, Berkeley, University of California Press, 1980, ISBN 978-0520039681.
- Maria Carlson, No Religion Higher than Truth: A History of the Theosophical Movement in Russia, 1875–1922, Princeton, NJ, Princeton University Press, 1993, ISBN 978-0691636337.
- Julie Chajes, Reincarnation in H.P. Blavatsky's The Secret Doctrine, in "Correspondences: an Online Journal for the Academic Study of Western Esotericism", vol. 5, 2017,  pp. 65-93.
- Joy Dixon, Divine Feminine: Theosophy and Feminism in England, in The Johns Hopkins University Studies in Historical and Political Science, Baltimore and London, Johns Hopkins University Press, 2001, ISBN 0-8018-6499-2.
- Antoine Faivre, Access to Western Esotericism, in SUNY series in Western Esoteric Traditions, Albany, NY, State University of New York Press, 1994.
- Antoine Faivre, Theosophy, Imagination, Tradition: Studies in Western Esotericism, SUNY Press, 2000,  pp. 12, ISBN 9780791444368. J. Jeffrey Franklin, Spirit Matters: Occult Beliefs, Alternative Religions, and the Crisis of Faith in Victorian Britain, Ithaca and London, Cornell University Press, 2018, ISBN 9781501715440.
- Matthias Gardell, Gods of the Blood: The Pagan Revival and White Separatism, Durham and London, Duke University Press, 2003, ISBN 978-0-8223-3071-4.
- Joscelyn Godwin, The Theosophical Enlightenment, Albany, State University of New York Press, 1994, ISBN 978-0791421512.
- Joscelyn Godwin, Foreword, in K. Paul Johnson (a cura di), The Masters Revealed: Madame Blavatsky and the Myth of the Great White Lodge, Albany, State University of New York Press, 1994b,  pp. xv–xix, ISBN 978-0791420645.
- Nicholas Goodrick-Clarke, Helena Blavatsky, Berkeley, North Atlantic Books, 2004, ISBN 978-1-55643-457-0.
- Nicholas Goodrick-Clarke, The Western Esoteric Traditions: A Historical Introduction, Oxford, Oxford University Press, 2008, ISBN 978-0195320992.
- Olav Hammer, Claiming Knowledge: Strategies of Epistemology from Theosophy to the New Age, Leida e Boston, Brill, 2001, ISBN 978-90-04-13638-0.
- Olav Hammer e Mikael Rothstein, Introduction, in Olav Hammer e Mikael Rothstein (a cura di), Handbook of the Theosophical Current, Brill Handbooks on Contemporary Religion, Leida, Brill, 2013,  pp. 1-12, ISBN 978-90-04-23596-0.
- Wouter Hanegraaff, Western Esotericism: A Guide for the Perplexed, London, Bloomsbury Press, 2013, ISBN 978-1441136466.
- Massimo Introvigne, Painting the Masters in Britain: From Schmiechen to Scott, in Christine Ferguson e Andrew Radford (a cura di), The Occult Imagination in Britain: 1875–1947, Abingdon and New York, Routledge, 2018,  pp. 206-226, ISBN 978-1-4724-8698-1.
- K. Paul Johnson, The Masters Revealed: Madame Blavatsky and the Myth of the Great White Lodge, Albany, State University of New York Press, 1994, ISBN 978-0791420645.
- Jay Johnston, Theosophical Bodies: Colour, Shape, and Emotion from Modern Aesthetics to Healing Therapies, in Carol Cusack e Alex Norman (a cura di), Handbook of New Religions and Cultural Production, Brill Handbooks on Contemporary Religion, vol. 4, Leida, Brill, 2012,  pp. 153-170, DOI:10.1163/9789004226487_008, ISBN 978-90-04-22187-1, ISSN 1874-6691 (WC · ACNP).
- Gary Lachman, Madame Blavatsky: The Mother of Modern Spirituality, New York, Jeremy P. Tarcher/Penguin, 2012, ISBN 978-1-58542-863-2.
- Moon Laramie, Blavatsky Unveiled: The Writings of H.P. Blavatsky in modern English. Volume I., Londra, Martin Firrell Company Ltd, 2020, ISBN 978-0993178696.
- Elizabeth Lowry, These Lovers are Out of this World: Sex, Consent, and the Rhetoric of Conversion in Abductee Narratives, in Darryl Caterine e John W. Morehead (a cura di), The Paranormal and Popular Culture: A Postmodern Religious Landscape, Londra e New York, Routledge, 2019,  pp. 68-77, ISBN 978-1-138-73857-7.
- Marion Meade, Madame Blavatsky: The Woman Behind the Myth, New York, Putnam, 1980, ISBN 978-0-399-12376-4.
- Christopher Partridge, The Re-Enchantment of the West Volume. 1: Alternative Spiritualities, Sacralization, Popular Culture, and Occulture, Londra, T&T Clark International, 2004, ISBN 978-0567084088.
- Christopher Partridge, Lost Horizon: H. P. Blavatsky and Theosophical Orientalism, in Olav Hammer e Mikael Rothstein (a cura di), Handbook of the Theosophical Current, Brill Handbooks on Contemporary Religion, Leida, Brill, 2013,  pp. 309-333, ISBN 978-90-04-23596-0.
- Jake Poller, "Under a Glamour": Annie Besant, Charles Leadbeater and Neo-Theosophy, in Christine Ferguson e Andrew Radford (a cura di), The Occult Imagination in Britain: 1875–1947, Abingdon e New York, Routledge, 2018,  pp. 77-93, ISBN 978-1-4724-8698-1.
- David G. Robertson, UFOs, Conspiracy Theories and the New Age: Millennial Conspiracism, Londra e New York, Bloomsbury Academic, 2016, ISBN 978-1-350-04498-2.
- James A. Santucci, Theosophical Society, in Wouter Hanegraaff (a cura di), Dictionary of Gnosis and Western Esotericism, Leida, Brill, 2006,  pp. 1114-1123, ISBN 978-90-04-15231-1.
- James A. Santucci, Theosophy, in Olav Hammer e Mikael Rothstein (a cura di), The Cambridge Companion to New Religious Movements, Cambridge, Cambridge University Press, 2012,  pp. 231-246, ISBN 978-0521145657.
- James A. Santucci, La Società Teosofica, traduzione di Pierluigi Zoccatelli, Torino, Elledici, 1991  [1985], ISBN 978-8801015034.